# Огден (Канзас)
Огден (енгл. Ogden) град је у америчкој савезној држави Канзас.

## Демографија
По попису из 2010. године број становника је 2.087, што је 325 (18,4%) становника више него 2000. године.
| Група             | 2000.         | 2010.         |
| Белци             | 1.284 (72,9%) | 1.495 (71,6%) |
| Афроамериканци    | 216 (12,3%)   | 234 (11,2%)   |
| Азијати           | 37 (2,1%)     | 35 (1,7%)     |
| Хиспаноамериканци | 139 (7,9%)    | 197 (9,4%)    |
| Укупно            | 1.762         | 2.087         |